# Tommy Wiesner
Tommy Wiesner (* 1990 in Berlin-Köpenick) ist ein deutscher Theaterschauspieler und Theaterregisseur.

## Leben
Tommy Wiesner wuchs in Berlin auf und besuchte bis zu seinem Abitur die Gebrüder-Montgolfier-Schule in Treptow-Köpenick. An der Fachhochschule Potsdam absolvierte er bis 2014 ein Studium der Sozialen Arbeit, das er mit dem Bachelor of Arts abschloss. Während des Studiums arbeitete er zeitweise beim Jugendamt in Berlin-Neukölln.
Von 2014 bis 2018 absolvierte Tommy Wiesner sein Schauspielstudium an der Akademie für Darstellende Kunst Baden-Württemberg in Ludwigsburg. Seine Lehrer waren unter anderem Benedikt Haubrich, Christiane Pohle und Aureliusz Śmigiel. Während des Studiums gründete und kuratierte er 2016 gemeinsam mit Kommilitonen an der Akademie für Darstellende Kunst Baden-Württemberg das Theaterfestival „Furore. Internationales Festival für Junges Theater“. Außerdem gastierte er 2017 mit seiner Schauspielschulklasse in dem Stück Fatzer (Regie: Thomas Schmauser) am Schauspiel Stuttgart. In der Spielzeit 2017/18 gastierte er am Staatsschauspiel Dresden unter der Regie von Ulrich Rasche in der Inszenierung Das große Heft von Ágota Kristóf, die zum Berliner Theatertreffen 2019 eingeladen wurde.
Ab der Spielzeit 2018/19 war Tommy Wiesner fest am Theater Aachen engagiert, wo er ab 2019 auch eigene Regiearbeiten realisierte. Sein Regiedebüt war eine Dramatisierung des Romans Das Ende von Eddy von Édouard Louis, für die er auch das Bühnen- und Kostümbild entwickelte und das Stück auf der Großen Bühne des Theaters Aachen als fast zweistündigen Monolog über zwei Spielzeiten hinweg zeigte.
2022 verließ er das Theater Aachen und ist seitdem als freiberuflicher Schauspieler und Regisseur tätig. Seit 2023 arbeitet er regelmäßig mit dem Theater an der Glocksee in Hannover zusammen. Im Mai 2024 war er Stipendiat beim Internationalen Forum des Berliner Theatertreffens 2022.
Wiesner lebt seit 2022 in Hannover.

## Sonstiges
Im Jahr 2021 outete er sich zusammen mit mehr als 185 Schauspielerinnen und Schauspielern im SZ Magazin in der Kampagne ActOut.

## Arbeiten als Schauspieler (Auswahl)
- Das große Heft, Regie: Ulrich Rasche, Staatsschauspiel Dresden[3]
- Quartett (Heiner Müller) – Rolle: Valmont – Regie: Annika Schäfer, Akademie für Darstellende Kunst Baden-Württemberg[7]
- Die Nibelungen (Friedrich Hebbel) – Rolle: Siegfried – Regie: Christina Rast, Theater Aachen[8]
- Das kalte Herz (Wilhelm Hauff) – Rolle: Peter Munk – Regie: Sebastian Martin, Theater Aachen
- Das Ende von Eddy (Édouard Louis) – Rolle: Eddy – Regie: Tommy Wiesner, Theater Aachen
- Lulu (Frank Wedekind) – Rolle: Lulu – Regie: Ludger Engels, Theater Aachen
- Shockheaded Peter (nach Motiven aus „Der Struwwelpeter“ von Heinrich Hoffmann) – Rolle: Conferencier / Shockheaded Peter – Regie: Christian von Treskow, Theater Aachen[9]
- Bambi und die Themen (Bonn Park) – Rolle: Klopfer – Regie: Jonas Vietzke, Theater an der Glocksee Hannover[10]

## Arbeiten als Regisseur (Auswahl)
- Das Ende von Eddy (Édouard Louis), Theater Aachen[4]
- La Voix Humaine – Die menschliche Stimme (Francis Poulenc / Jean Cocteau), zusammen mit Clara Hinterberger, Theater Aachen[11]
- Die Freiheit einer Frau (Édouard Louis), Theater Aachen, eingeladen als Gastspiel an das Theater an der Glocksee Hannover[12]